# Jeju-World-Cup-Stadion
Das Jeju-World-Cup-Stadion (koreanisch: 제주 월드컵 경기장) ist ein Fußballstadion in der südkoreanischen Stadt Seogwipo auf der Insel-Provinz Jeju-do.

## Geschichte
Am 20. Februar 1999 begann der Bau der Arena, die als eines von zehn südkoreanischen Stadien der Fußball-Weltmeisterschaft 2002 in Japan und Südkorea errichtet wurde. Am 9. Dezember 2001 wurde die Sportstätte mit damals 42.256 Sitzplätzen eingeweiht. Die doppelstöckige Haupttribüne und Teile der Hintertortribünen werden von einer sichelförmigen Dachkonstruktion bedeckt. Das Dach mit seiner glasfaserverstärkten PTFE-Membran und einer Fläche von 16.000 Quadratmeter ist an sechs Masten mit Stahlseilen aufgehängt. Drei Spiele des WM-Turniers fanden in Seogwipo statt. Nach der Weltmeisterschaft wurde die Kapazität verringert und heute bietet es den Zuschauern noch 35.657 Plätze. Das Stadion diente 2007 als einer von acht Spielorte der U-17-Fußball-Weltmeisterschaft als auch bei der U-20-Fußball-Weltmeisterschaft 2017. Die deutsche Mannschaft trug zwei ihrer Spiele hier aus.
Seit 2006 trägt das K League Classic-Franchise Jeju United seine Heimspiele im Jeju-World-Cup-Stadion aus.

## Spiele der Fußball-WM 2002 in Seogwipo

### Gruppenspiele
- 08. Juni:  Brasilien –  China 4:0 (3:0)
- 12. Juni:  Slowenien –  Paraguay 1:3 (1:0)

### Achtelfinale
- 15. Juni:  Deutschland –  Paraguay  1:0 (0:0)

## Spiele der deutschen Mannschaft bei der U-20-WM 2017
- 26. Mai 2017:  Deutschland  –  Vanuatu 3:2 (2:0)
- 31. Mai 2017:  Sambia –  Deutschland 4:3 n. V. (3:3, 0:1)